# 大阪市博物館機構
地方独立行政法人大阪市博物館機構（おおさかしはくぶつかんきこう）は大阪市が設立した地方独立行政法人である。2019年より下記の博物館等を運営する。

## 大阪市博物館機構が管理運営する博物館等
- 大阪市立美術館
- 大阪市立東洋陶磁美術館
- 大阪歴史博物館
- 大阪市立自然史博物館
- 大阪市立科学館
- 大阪中之島美術館（2022年2月2日開館。開館までは大阪中之島美術館準備室[1]）